# Hamelia sanguinea
Hamelia sanguinea är en måreväxtart som beskrevs av Elias. Hamelia sanguinea ingår i släktet Hamelia och familjen måreväxter.
Artens utbredningsområde är Panamá. Inga underarter finns listade i Catalogue of Life.